# Programsko piratstvo
Za pomorski kriminal glej Piratstvo.
Piratstvo označuje distribucijo, kopiranje, razširjanje in uporabo avtorskih del brez dovoljenja avtorja. V manj razvitih državah prevladuje piratstvo s prodajo nelegalno kopiranih fizičnih medijev (pogosto le-to pomeni tudi edini način dostopa do del), v bolje razvitih državah z razširjenimi širokopasovnimi omrežji pa prenašanje datotek s spletnih strani, za lastno uporabo. Piratstvo je po svetu kriminalizirano do različnih mer.

## Načini
Piratstvo se lahko izvede s kopiranjem fizičnega medija, prek radijskih valov ali s prenosom datotek z medmrežja. Slednja možnost je danes najbolj razširjena - prenosi so bodisi direktni bodisi preko omrežij P2P.

## Zgodovina
Prvi načini nezakonitega širjenja datotek so se pojavili v sedemdesetih/osemdesetih letih 20. stoletja, ko so različne piratske skupine začele kopirati datoteke (ki so bile takrat shranjene na kasetah) in jih širiti brez dovoljenja. Te datoteke so mreže spletnih strani delile med uporabniki.
V uporabi je bil tudi način pošiljanja fizičnega medija z datotekami prek pošte, ki ga je naslovnik nato namestil na računalnik in poslal naprej. Ta način razširjanja je bil znan kot "poštno trgovanje." V manj razviti vzhodni Evropi je bila to pogosto edina možnost dostopa do datotek. Poštno trgovanje je zamrlo z različnimi zaščitami proti kopiranju, ki so na primer zahtevale, da je fizični medij vstavljen v napravo za začetek predvajanja.
V osemdesetih je preko radijskih valov Radio Študent prenašal videoigre za osebne računalnike.
Danes je zaradi splošne razširjenosti širokopasovnih povezav dobičkonosnega piratstva manj.

## Zakonodaja
Odnos zakonodaje do piratstva je po svetu različen, sega predvsem od popolne ilegalnosti do ilegalnosti zgolj profitnega in komercialnega piratstva ali piratstva v večji meri.
Čeprav je piratstvo pogosto označeno kot kraja, v slovenski zakonodaji ni prepoznano kot tako, ampak kot oblika kršitve avtorskih pravic, vendar le v primeru, da ne gre za zasebno in nepridobitno rabo.

## Vpliv na medijsko industrijo
Vpliv piratstva na medijsko industrijo je sporen.
Če uporabnik delo pridobi zastonj, avtor izgubi potencialni dobiček (medijska industrija po ocenah izgublja milijarde dolarjev potencialnega dobička). Piratstvo lahko posredno vodi do propada projektov in izgube delovnih mest.
Ker po drugi strani zaradi dostopnosti in hitre širitve del po piratskih mrežah le-te lahko predstavljajo tudi močan propagandni material, brez katerega nekatera dela sploh ne bi dosegla priljubljenosti, so dejanske izgube, ki jih medijski industriji prinaša piratstvo, vprašljive.

### Protipiratske organizacije
Ko so piratstvo v devetdesetih začeli smatrati kot resen problem, so se pojavili prvi nasprotniki piratstva: Družba založnikov programske opreme (danes SIIA), Zavezništvo za trgovino programske opreme (BSA), Družba glasbene industrije Amerike (RIAA), Filmska družba Amerike (MPAA), Ameriško združenje skladateljev, avtorjev in založnikov (ASCAP) in Družbe za prenos glasbe (BMI).